# Schönberg (Wusterhausen/Dosse)
Schönberg ist ein Ortsteil von Wusterhausen/Dosse im brandenburgischen Landkreis Ostprignitz-Ruppin östlich der Wittstock-Ruppiner Heide.

## Geschichte
Um 1490 gehörte Schönberg zur Herrschaft Ruppin. Die Grundherrschaft übten allerdings die Herzöge zu Mecklenburg aus. Bis 1937 hatte Schönberg den Enklavenstatus und gehörte zu Mecklenburg-Schwerin. 
Schönberg entwickelte sich als Ort mit Sitz eines Rittergutes. Die letzten Jahrhunderte gehörte Gut Schönberg den Grafen von Königsmarck auf Schloss Plaue bei Brandenburg a. H. 1834 war der Erbhoflandmeister Ferdinand Valentin Graf Königsmarck der vörtliche Grundbesitzer. Dessen Nachfahren waren der Schloßhauptmann Carl Graf Königsmarck (1839–1910), verheiratet mit zuerst mit einer Gräfin Sayn-Wittgenstein-Sayn und dann mit Paula von Geißler, dann der Sohn aus erster Ehe Hans Graf Königsmarck-Plaue (1865–1943). Zum Lehngut Schöneberg mit Doß Krug gehörten 899 ha Land, davon waren 324 ha Forsten. Ende der 1920er Jahre war Schönberg in Pacht bei Ritterschaftsrat Herrmann in Wulkow, die Königsmarck betrieben also den Besitz nicht selbst. Letzter Gutseigentümer wurde Hans Guido Graf von Königsmarck (1902–1979), der laut dem Genealogischen Handbuch des Adels nach der Bodenreform in Hamburg lebte und zuvor in hauptsächlich in Netzeband, und weniger in Schönberg. Alle drei Letztgenannten trugen die Titel eines Oberküchenmeister der Kurmark Brandenburg. Dieses Amt war bereits seit dem 19. Jahrhundert an den Besitz von Netzeband gebunden. Seit 1935 war Schönberg offiziell eine Gemeinde mit Doß Krug.
Der Ort ist 1937 von Mecklenburg an Preußen übergegangen. Er blieb nach dem Zweiten Weltkrieg bei Brandenburg und kam 1952 zum Bezirk Potsdam. Bei der Eingemeindung nach Wusterhausen/Dosse am 31. Dezember 1997 verlor der Ort seine Selbständigkeit.

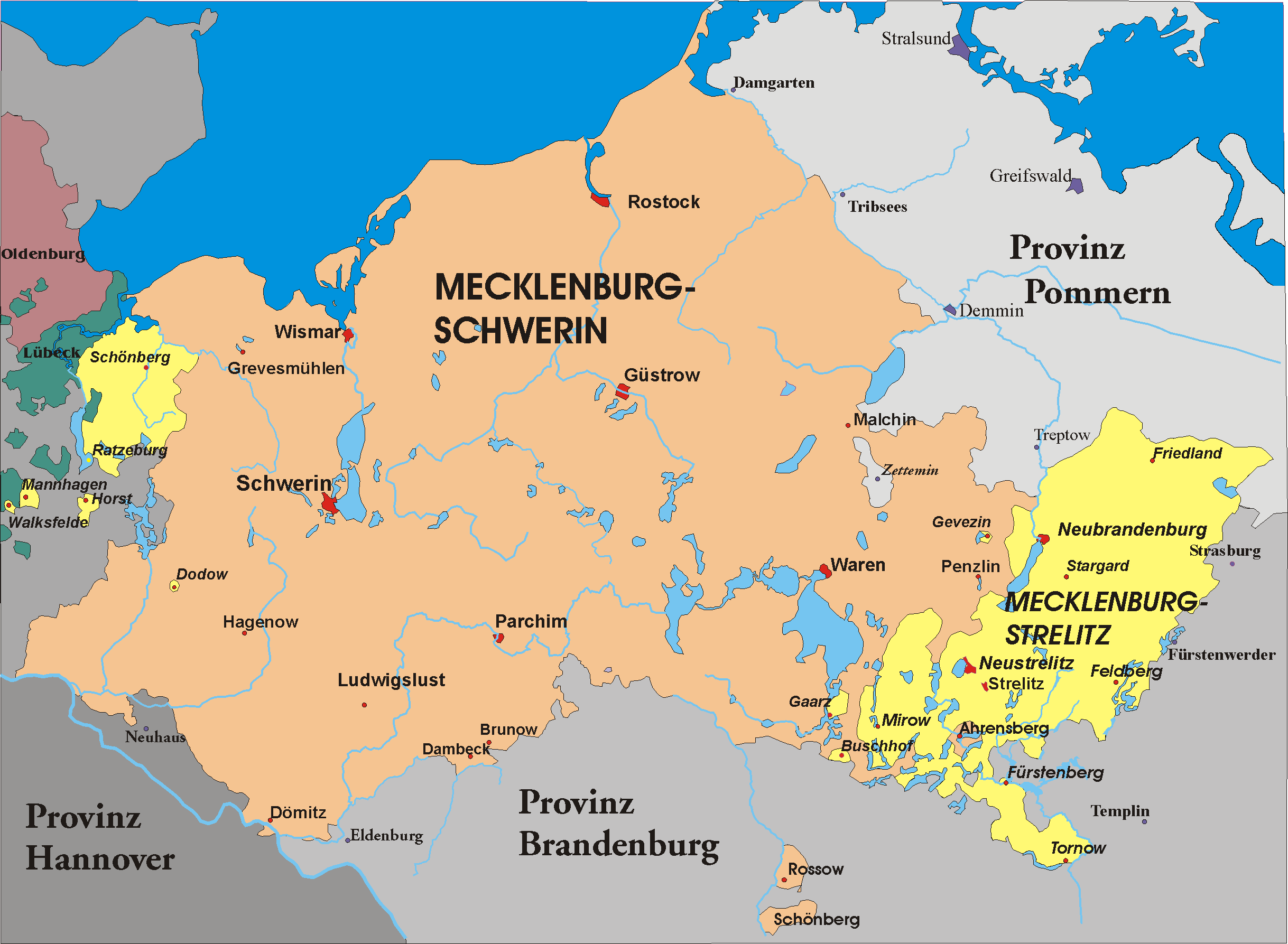
Karte von Mecklenburg
(1866 bis 1934)